# Riccardo Schöpf
Riccardo Martin Schöpf, född 27 juni 2001 i Innsbruck, är en österrikisk rodelåkare.

## Karriär
I januari 2024 vid VM i Alternberg tog Schöpf tillsammans med Juri Gatt guld i dubbel och brons i dubbelsprint.